# Pasquale Calvi
Pour les articles homonymes, voir Calvi (homonymie).
Pasquale Calvi (Messine, 13 février 1794 - Castellammare del Golfo, 20 septembre 1867) est un homme politique italien.

## Biographie
Il n'a que 18 ans que déjà, il doit quitter la Sicile pour Reggio de Calabre à cause de ses idées libérales et démocratiques en 1812.
Revenu en Sicile en 1820, il est vice-secrétaire à l'intendance d'Alcamo. 
Carbonariste, il participe aux émeutes de 1820. Il est emprisonné sur l'île de Favignana et au château de la Colombaia de Trapani. Il bénéficie d'une libération provisoire en 1825 et devient avocat, connu pour ses convictions jacobines et socialistes.
Il participe à la Révolution sicilienne de 1848. Il préside la commission chargée de la constitution sicilienne, et siège au parlement élu le 15 mars. Il est ministre de l'Intérieur puis de la Justice au sein des gouvernements provisoires. 
Après le débarquement des troupes napolitaines, il ne prend pas la tête de l'opposition populaire à la capitulation et, exclu de l'amnistie accordée par les Bourbons aux rebelles, s'exile à Malte en mai 1849. Il y publie les Memorie storiche e critiche della rivoluzione siciliana del 1848-49, dans lesquelles il critique plusieurs de ses collègues du gouvernement sicilien. 
Rentré en Sicile en 1860, il est nommé par Garibaldi à la présidence de la Cour suprême de justice de Palerme. Il devient président de la Cour de cassation à Palerme en 1862, puis à Florence et Turin. 
En 1861, il est élu député du royaume d'Italie durant la VIIIe législature. Il s'oppose au régime monarchique et centralisé, et publie anonymement en 1866, avec l'appui de la franc-maçonnerie, Il Catechismo politico economico popolare, texte marqué par l'influence de Proudhon.